# Maaike De Rudder
Maaike De Rudder, née le 31 mai 1993 à Saint-Nicolas, est une femme politique belge, membre du Christen-Democratisch en Vlaams (CD&V).

## Biographie
Maaike De Rudder nait le 31 mai 1993 à Saint-Nicolas.
Lors des élections régionales de 2019, elle est élue députée au Parlement flamand.